# Gwidon z Thouars
Gwidon z Thouars (zm. 13 kwietnia 1213 w Chemillé) – książę Bretanii od 1203 r. Syn Godfryda IV, wicehrabiego de Thouars, i Eleonory, córki Hugona VII, pana de Lusignan.
Był trzecim mężem księżnej Bretanii Konstancji (1161 – 5 września 1201), córki księcia Conana IV Młodszego i Małgorzaty Szkockiej, córki Henryka Szkockiego, 3. hrabiego Huntingdon. Poślubił ją w 1199 r.Gwidon i Konstancja mieli razem trzy córki:
- Alicja z Thouars (1200 – 21 października 1221), księżna Bretanii
- Katarzyna (1/5 września 1201–1237/1240), żona Andrzeja III, pana de Vitre
- Małgorzata z Thouars (1/5 września 1201–1216/1220), żona Godfryda I, wicehrabia z Rohan[1]

W latach 1203–1213 Gwidon rządził Bretanią w imieniu swojej córki. Rządził pod kontrolą króla Francji Filipa II, który wydał Alicję za swojego kuzyna Piotra de Dreux. Gwidon posiłkował Filipa podczas wyprawy tego ostatniego na Normandię w 1204 r. Gwidon zmarł w 1213 r. i został pochowany w opactwie Villeneuve.